# Marija Lasickene
Marija Aleksandrovna Kučina-Lasickene (in russo Мария Александровна Кучина-Ласицкене?, traslitterazione anglosassone Mariya Lasitskene; Prochladnyj, 14 gennaio 1993) è un'altista russa, campionessa olimpica a Tokyo 2020.

## Biografia
In attività a livello seniores dal 2008, ha conseguito il titolo di campionessa mondiale indoor a Sopot 2014 e quello outdoor a Pechino 2015.
Dal 2017 compete a livello individuale nel gruppo degli Atleti Neutrali Autorizzati dopo la sospensione della Russia da qualsiasi manifestazione atletica per frode sportiva e mancato controllo sul doping; come atleta neutrale ha vinto un oro ai Giochi olimpici di Tokyo 2020, due mondiali outdoor a Londra 2017 e Doha 2019 e un indoor a Birmingham 2018.

## Progressione

### Salto in alto
| Stagione | Misura | Luogo      | Data      | Rank. Mond. |
| -------- | ------ | ---------- | --------- | ----------- |
| 2023     | 1,95 m | Čeljabinsk | 21-1-2023 |             |
| 2022     | 2,01 m | Čeljabinsk | 27-8-2022 |             |
| 2021     | 2,05 m | Zurigo     | 8-9-2021  |             |
| 2020     | 1,97 m | Soči       | 19-9-2020 |             |
| 2019     | 2,06 m | Ostrava    | 20-6-2019 | 1ª          |
| 2018     | 2,04 m | Londra     | 22-7-2018 | 1ª          |
| 2018     | 2,04 m | Parigi     | 30-6-2018 | 1ª          |
| 2017     | 2,06 m | Losanna    | 6-7-2017  | 1ª          |
| 2016     | 2,00 m | Žukovskij  | 21-7-2016 | 2ª          |
| 2015     | 2,01 m | Bruxelles  | 11-9-2015 | 2ª          |
| 2015     | 2,01 m | Pechino    | 29-8-2015 | 2ª          |
| 2014     | 2,00 m | Zurigo     | 28-8-2014 | 3ª          |
| 2014     | 2,00 m | Parigi     | 5-7-2014  | 3ª          |
| 2013     | 1,96 m | Kazan'     | 12-7-2013 | 11ª         |
| 2012     | 1,89 m | Čeboksary  | 20-6-2012 | 58ª         |
| 2011     | 1,95 m | Tallinn    | 24-7-2011 | 10ª         |
| 2010     | 1,91 m | Penza      | 7-7-2010  | 32ª         |
| 2009     | 1,87 m | Doha       | 9-12-2009 | 70ª         |
| 2008     | 1,83 m | Vladimir   | 27-6-2008 | 137ª        |
| 2008     | 1,83 m | Krasnodar  | 5-6-2008  | 137ª        |
| 2007     | 1,73 m | Brėst      | 20-9-2007 |             |

### Salto in alto indoor
| Stagione | Misura | Luogo           | Data      | Rank. Mond. |
| -------- | ------ | --------------- | --------- | ----------- |
| 2022/23  | 1,93 m | Mosca           | 29-1-2023 |             |
| 2021/22  | 1,93 m | Banská Bystrica | 15-2-2022 |             |
| 2020/21  | 2,00 m | Mosca           | 24-1-2021 |             |
| 2019/20  | 2,05 m | Mosca           | 9-2-2020  | 1ª          |
| 2018/19  | 2,04 m | Mosca           | 3-2-2019  | 1ª          |
| 2017/18  | 2,04 m | Volgograd       | 27-1-2018 | 1ª          |
| 2016/17  | 2,03 m | Mosca           | 21-2-2017 | 1ª          |
| 2015/16  | 1,98 m | Mosca           | 14-2-2016 | 2ª          |
| 2014/15  | 1,99 m | Mosca           | 1-2-2015  | 2ª          |
| 2013/14  | 2,01 m | Stoccolma       | 6-2-2014  | 1ª          |
| 2012/13  | 1,98 m | Gateshead       | 23-6-2013 | 3ª          |
| 2011/12  | 1,96 m | Vendryně        | 30-1-2012 | 6ª          |
| 2010/11  | 1,97 m | Třinec          | 26-1-2011 | 3ª          |
| 2009/10  | 1,80 m | Volgograd       | 23-1-2010 | 148ª        |

## Palmarès
| Anno                                                | Manifestazione      | Sede       | Evento        | Risultato | Prestazione | Note                                     |
| --------------------------------------------------- | ------------------- | ---------- | ------------- | --------- | ----------- | ---------------------------------------- |
| In rappresentanza della Russia                      |                     |            |               |           |             |                                          |
| 2009                                                | Mondiali U18        | Bressanone | Salto in alto | Argento   | 1,85 m      |                                          |
| 2010                                                | Olimpiadi giovanili | Singapore  | Salto in alto | Oro       | 1,89 m      |                                          |
| 2011                                                | Europei indoor      | Parigi     | Salto in alto | 9ª        | 1,92 m      |                                          |
| 2011                                                | Europei U20         | Tallinn    | Salto in alto | Oro       | 1,95 m      | Miglior prestazione personale stagionale |
| 2012                                                | Mondiali U20        | Barcellona | Salto in alto | Bronzo    | 1,88 m      |                                          |
| 2013                                                | Universiadi         | Kazan'     | Salto in alto | Argento   | 1,96 m      | Miglior prestazione personale            |
| 2014                                                | Mondiali indoor     | Sopot      | Salto in alto | Oro       | 2,00 m      |                                          |
| 2014                                                | Europei             | Zurigo     | Salto in alto | Argento   | 1,99 m      |                                          |
| 2015                                                | Europei indoor      | Praga      | Salto in alto | Oro       | 1,97 m      |                                          |
| 2015                                                | Europei U23         | Tallinn    | Salto in alto | 12ª       | 1,71 m      |                                          |
| 2015                                                | Mondiali            | Pechino    | Salto in alto | Oro       | 2,01 m      | Miglior prestazione personale            |
| In rappresentanza degli Atleti Neutrali Autorizzati |                     |            |               |           |             |                                          |
| 2017                                                | Mondiali            | Londra     | Salto in alto | Oro       | 2,03 m      |                                          |
| 2018                                                | Mondiali indoor     | Birmingham | Salto in alto | Oro       | 2,01 m      |                                          |
| 2018                                                | Europei             | Berlino    | Salto in alto | Oro       | 2,00 m      |                                          |
| 2019                                                | Europei indoor      | Glasgow    | Salto in alto | Oro       | 2,01 m      | Miglior prestazione europea stagionale   |
| 2019                                                | Mondiali            | Doha       | Salto in alto | Oro       | 2,04 m      |                                          |
| In rappresentanza del ROC                           |                     |            |               |           |             |                                          |
| 2021                                                | Giochi olimpici     | Tokyo      | Salto in alto | Oro       | 2,04 m      | Miglior prestazione personale stagionale |

## Altre competizioni internazionali
2014
- Campionati europei a squadre di atletica leggera ( Čeboksary)
- Oro in Coppa continentale ( Marrakech), salto in alto - 1,99 m
- Vincitrice della Diamond League nella specialità del salto in alto (18 punti)

2017
- Vincitrice della Diamond League nella specialità del salto in alto

2018
- Oro in Coppa continentale ( Ostrava), salto in alto - 2,00 m
- Vincitrice della Diamond League nella specialità del salto in alto

2019
- Vincitrice della Diamond League nella specialità del salto in alto

2021
- Vincitrice della Diamond League nella specialità del salto in alto

## Riconoscimenti
- Atleta europea dell'anno (2019)
- Atleta europea emergente dell'anno (2014)